# Acilación
En química, la acilación (raramente, pero más formalmente: alcanoilación) es el proceso de agregar un grupo acilo a un compuesto. El compuesto que provee el grupo acilo es denominado el grupo acilante.
Debido a que forman electrófilos fuertes cuando son tratados con algún metal, los halogenuros de acilo son usados comúnmente como agentes acilantes. Por ejemplo, la acilación de Friedel-Crafts utiliza cloruro de acetilo, CH3COCl, como el agente acilante, y cloruro de aluminio (AlCl3) como catalizador para agregar un grupo etanoílo (acetilo) al benceno:
El mecanismo de esta reacción es la sustitución electrofílica aromática.
Los halogenuros de acilo y anhídridos de ácido son también usados comúnmente como agentes acilantes para acilar aminas para formar amidas o acilar alcoholes para formar ésteres. Las aminas y los alcoholes son nucleófilos. El ácido succínico también es usado comúnmente para un tipo específico de acilación denominado succinación.
Un uso industrial de la acilación es en la síntesis de aspirina, en la que el ácido salicílico es acilado por el anhídrido acético.